# Llista de monuments de Vilafranca del Penedès
Llista de monuments de Vilafranca del Penedès inclosos en l'Inventari del Patrimoni Arquitectònic Català per al municipi de Vilafranca del Penedès (Alt Penedès). Inclou els inscrits en el Registre de Béns Culturals d'Interès Nacional (BCIN) amb la classificació de monuments històrics i els béns culturals d'interès local (BCIL) de caràcter arquitectònic.
| Monument                                                                   | Protecció       | Estil/època                                         | Localització                                                          | Coordenades                                          | Codi?         | Imatge |
| -------------------------------------------------------------------------- | --------------- | --------------------------------------------------- | --------------------------------------------------------------------- | ---------------------------------------------------- | ------------- | --- |
| Palau Reial, Museu de Vilafranca, Vinseum, Palau de Jaume II, Cal Noi-Noi  | BCIN 1769-MH    | Gòtic XIII-XIV, XX                                  | Vilafranca del Penedès Pl. Jaume I, 1                                 | 41° 20′ 48″ N, 1° 41′ 49″ E / 41.346682°N,1.696839°E | RI-51-0001333 | Palau Reial (Vilafranca del Penedès) · Vegeu més fotos d'aquest monument · Carregueu una nova foto d'aquest monument                                       |
| Palau Baltà, Palau del Fraret, Cal Babau                                   | BCIN 1770-MH-EN | Gòtic XVI                                           | Vilafranca del Penedès Pl. Jaume I, 2                                 | 41° 20′ 50″ N, 1° 41′ 49″ E / 41.3472°N,1.697061°E   | RI-51-0005769 | Palau Baltà (Vilafranca del Penedès) · Vegeu més fotos d'aquest monument · Carregueu una nova foto d'aquest monument                                       |
| Muralla de Vilafranca del Penedès                                          | BCIN 4053-MH-ZA |                                                     | Vilafranca del Penedès                                                | 41° 20′ 48″ N, 1° 41′ 52″ E / 41.346530°N,1.69784°E  | IPA-39770     | Muralla de Vilafranca del Penedès · Vegeu més fotos d'aquest monument · Carregueu una nova foto d'aquest monument                                          |
| Església de Santa Maria, Basílica de Santa Maria                           | BCIN 4289-MH-EN | Gòtic, historicisme XIII, XX                        | Vilafranca del Penedès Pl. Jaume I, 2B                                | 41° 20′ 49″ N, 1° 41′ 50″ E / 41.347046°N,1.69722°E  | IPA-4918      | Basílica de Santa Maria (Vilafranca del Penedès) · Vegeu més fotos d'aquest monument · Carregueu una nova foto d'aquest monument                           |
| Antic Casal Vilafranquí, Convent de Sant Francesc                          | BCIL 2004       | Gòtic-renaixement, obra popular                     | Vilafranca del Penedès C. de Sant Pere, 1                             | 41° 20′ 43″ N, 1° 41′ 50″ E / 41.345199°N,1.697197°E | IPA-4893      | Convent de Sant Francesc (Vilafranca del Penedès) · Vegeu més fotos d'aquest monument · Carregueu una nova foto d'aquest monument                          |
| Magatzems Jové, Magatzems Berger                                           | BCIL 2004       | Noucentisme XX Inici                                | Vilafranca del Penedès C. Pere Alagret, 90-92                         | 41° 20′ 57″ N, 1° 42′ 22″ E / 41.349192°N,1.706202°E | IPA-4894      | Magatzems Berger (Vilafranca del Penedès) · Vegeu més fotos d'aquest monument · Carregueu una nova foto d'aquest monument                                  |
| Habitatges al carrer d'Amàlia Soler, 45-49, tipologia de cases de comparet |                 | Obra popular                                        | Vilafranca del Penedès C. Amàlia Soler, 45, 47 i 49                   | 41° 20′ 34″ N, 1° 41′ 59″ E / 41.342732°N,1.699648°E | IPA-4895      | Habitatges al carrer Amàlia Soler, 45-49 (Vilafranca del Penedès) · Vegeu més fotos d'aquest monument · Carregueu una nova foto d'aquest monument          |
| Casa Solé                                                                  | BCIL 2004       | Modernisme XIX Final                                | Vilafranca del Penedès Av. de Barcelona, 8                            | 41° 20′ 45″ N, 1° 42′ 07″ E / 41.345811°N,1.701978°E | IPA-4896      | Casa Solé (Vilafranca del Penedès) · Vegeu més fotos d'aquest monument · Carregueu una nova foto d'aquest monument                                         |
| Casa Martí i Catasús                                                       | BCIL 2004       | Noucentisme XX Inici                                | Vilafranca del Penedès Av. de Barcelona, 35-39                        | 41° 20′ 46″ N, 1° 42′ 08″ E / 41.346157°N,1.702234°E | IPA-4897      | Casa Martí i Catasús (Vilafranca del Penedès) · Vegeu més fotos d'aquest monument · Carregueu una nova foto d'aquest monument                              |
| Casa Rigual Artigas                                                        |                 | Modernisme XX Inici                                 | Vilafranca del Penedès C. Sant Bernat, 17                             | 41° 20′ 47″ N, 1° 41′ 48″ E / 41.346291°N,1.696589°E | IPA-4898      | Casa Rigual Artigas (Vilafranca del Penedès) · Vegeu més fotos d'aquest monument · Carregueu una nova foto d'aquest monument                               |
| Casa Berch i Galtés, Casa Suriol                                           | BCIL 2004       | Eclecticisme XIX (1897) Eugeni Campllonch i Parés   | Vilafranca del Penedès C. Bisbe Morgades, 15                          | 41° 20′ 35″ N, 1° 41′ 53″ E / 41.342918°N,1.698035°E | IPA-4899      | Casa Berch i Galtés (Vilafranca del Penedès) · Vegeu més fotos d'aquest monument · Carregueu una nova foto d'aquest monument                               |
| Casa Maria Ferret                                                          |                 | Noucentisme XX Inici                                | Vilafranca del Penedès C. Cid, 19                                     | 41° 20′ 49″ N, 1° 42′ 13″ E / 41.346831°N,1.703738°E | IPA-4900      | Casa Maria Ferret (Vilafranca del Penedès) · Vegeu més fotos d'aquest monument · Carregueu una nova foto d'aquest monument                                 |
| Centre Agrícola                                                            | BCIL 2004       | Eclecticisme, modernisme XIX Final                  | Vilafranca del Penedès Passatge d'Alcover, 2                          | 41° 20′ 41″ N, 1° 41′ 59″ E / 41.344851°N,1.699857°E | IPA-4901      | Centre Agrícola (Vilafranca del Penedès) · Vegeu més fotos d'aquest monument · Carregueu una nova foto d'aquest monument                                   |
| Casa Galtés i Mainé, Fàbrica de Licors i Caves Mascaró                     | BCIL 2004       | Modernisme XX                                       | Vilafranca del Penedès C. Casal, 5-9                                  | 41° 20′ 39″ N, 1° 42′ 03″ E / 41.344115°N,1.700864°E | IPA-4902      | Fàbrica de Licors i Caves Mascaró (Vilafranca del Penedès) · Vegeu més fotos d'aquest monument · Carregueu una nova foto d'aquest monument                 |
| Magatzem Mory                                                              |                 | Noucentisme XX Inici                                | Vilafranca del Penedès C. Sol, 26                                     | 41° 20′ 45″ N, 1° 42′ 13″ E / 41.345837°N,1.703483°E | IPA-4903      | Magatzem Mory (Vilafranca del Penedès) · Vegeu més fotos d'aquest monument · Carregueu una nova foto d'aquest monument                                     |
| Casa Fontrodona, Cal Freixedes                                             | BCIL 2004       | Modernisme XX Inici                                 | Vilafranca del Penedès C. Clascar, 1-3                                | 41° 20′ 45″ N, 1° 41′ 46″ E / 41.345961°N,1.696046°E | IPA-4905      | Casa Fontrodona (Vilafranca del Penedès) · Vegeu més fotos d'aquest monument · Carregueu una nova foto d'aquest monument                                   |
| Casa Esteve, Casa Canals                                                   |                 | Eclecticisme XX Inici                               | Vilafranca del Penedès C. Amàlia Soler, 26-28                         | 41° 20′ 36″ N, 1° 42′ 00″ E / 41.343214°N,1.700093°E | IPA-4906      | Casa Canals (Vilafranca del Penedès) · Vegeu més fotos d'aquest monument · Carregueu una nova foto d'aquest monument                                       |
| Capella de la Mare de Déu dels Horts, Santa Maria dels Horts               | BCIL 2004       | Romànic XII                                         | Vilafranca del Penedès A 1 km de Vilafranca en direcció a Barcelona   | 41° 20′ 33″ N, 1° 43′ 17″ E / 41.342418°N,1.721503°E | IPA-4907      | Capella de la Mare de Déu dels Horts (Vilafranca del Penedès) · Vegeu més fotos d'aquest monument · Carregueu una nova foto d'aquest monument              |
| Masia de Santa Maria dels Horts                                            |                 | Obra popular                                        | Vilafranca del Penedès A 1,3 km de Vilafranca en direcció a Barcelona | 41° 20′ 34″ N, 1° 43′ 10″ E / 41.342683°N,1.719418°E | IPA-4908      | Masia de Santa Maria dels Horts (Vilafranca del Penedès) · Vegeu més fotos d'aquest monument · Carregueu una nova foto d'aquest monument                   |
| Església de Sant Francesc                                                  | BCIL 2004       | Gòtic XIV                                           | Vilafranca del Penedès C. Sant Pere, 3B                               | 41° 20′ 42″ N, 1° 41′ 50″ E / 41.344920°N,1.697250°E | IPA-4909      | Església de Sant Francesc (Vilafranca del Penedès) · Vegeu més fotos d'aquest monument · Carregueu una nova foto d'aquest monument                         |
| Casa de la Vila                                                            | BCIL 2004       | Gòtic, modernisme XIV                               | Vilafranca del Penedès C. Cort, 14                                    | 41° 20′ 48″ N, 1° 41′ 52″ E / 41.346530°N,1.69784°E  | IPA-4934      | Casa de la Vila (Vilafranca del Penedès) · Vegeu més fotos d'aquest monument · Carregueu una nova foto d'aquest monument                                   |
| Església de Sant Joan Baptista                                             | BCIL 2004       | Gòtic XIV                                           | Vilafranca del Penedès Pl. Sant Joan, 2                               | 41° 20′ 47″ N, 1° 41′ 55″ E / 41.346259°N,1.698526°E | IPA-4938      | Església de Sant Joan Baptista (Vilafranca del Penedès) · Vegeu més fotos d'aquest monument · Carregueu una nova foto d'aquest monument                    |
| Convent de la Santíssima Trinitat, Convent dels Trinitaris                 | BCIL 2004       | Renaixement                                         | Vilafranca del Penedès C. Font, 43                                    | 41° 20′ 53″ N, 1° 41′ 59″ E / 41.347974°N,1.699676°E | IPA-4940      | Convent dels Trinitaris (Vilafranca del Penedès) · Vegeu més fotos d'aquest monument · Carregueu una nova foto d'aquest monument                           |
| Església parroquial de la Santíssima Trinitat                              | BCIL 2004       | Gòtic tardà, historicisme XVI                       | Vilafranca del Penedès C. Font, 47                                    | 41° 20′ 54″ N, 1° 42′ 00″ E / 41.348220°N,1.699946°E | IPA-4941      | Església de la Trinitat (Vilafranca del Penedès) · Vegeu més fotos d'aquest monument · Carregueu una nova foto d'aquest monument                           |
| Cementiri municipal de Vilafranca del Penedès                              | BCIL 2004       | Eclecticisme XIX Mitjan                             | Vilafranca del Penedès Ctra. B-2127 de Vilafranca a Guardiola         | 41° 21′ 09″ N, 1° 42′ 01″ E / 41.352377°N,1.700317°E | IPA-4944      | Cementiri municipal de Vilafranca del Penedès · Vegeu més fotos d'aquest monument · Carregueu una nova foto d'aquest monument                              |
| Magatzem de Magí Figueres i Galofré, Cal Figueres de Manlleu               | BCIL 2004       | Modernisme XX Inici                                 | Vilafranca del Penedès C. General Prim, 12-14                         | 41° 20′ 45″ N, 1° 41′ 49″ E / 41.345951°N,1.696823°E | IPA-4945      | Magatzem de Magí Figueres i Galofré (Vilafranca del Penedès) · Vegeu més fotos d'aquest monument · Carregueu una nova foto d'aquest monument               |
| El Parquet                                                                 |                 | Modernisme                                          | Vilafranca del Penedès Av. de Lluís Companys, 50                      | 41° 20′ 20″ N, 1° 42′ 01″ E / 41.338838°N,1.700264°E | IPA-4947      | El Parquet (Vilafranca del Penedès) · Vegeu més fotos d'aquest monument · Carregueu una nova foto d'aquest monument                                        |
| Residència Mare Ràfols                                                     | BCIL 2004       | Eclecticisme XX Mitjan                              | Vilafranca del Penedès Ctra. C-244 Igualada-Sitges, km 37             | 41° 20′ 15″ N, 1° 42′ 37″ E / 41.337410°N,1.710211°E | IPA-4948      | Residència Mare Ràfols (Vilafranca del Penedès) · Vegeu més fotos d'aquest monument · Carregueu una nova foto d'aquest monument                            |
| Mercat de la Carn, Carnisseria                                             | BCIL 2004       | Eclecticisme XIX Final                              | Vilafranca del Penedès Pl. de l'Oli, 1                                | 41° 20′ 52″ N, 1° 41′ 46″ E / 41.347728°N,1.696226°E | IPA-4957      | Mercat de la Carn (Vilafranca del Penedès) · Vegeu més fotos d'aquest monument · Carregueu una nova foto d'aquest monument                                 |
| Casa Pujol, Cal Vergès                                                     |                 | Eclecticisme XIX Final                              | Vilafranca del Penedès C. Clascar, 10                                 | 41° 20′ 47″ N, 1° 41′ 45″ E / 41.34631°N,1.695872°E  | IPA-4958      | Casa Pujol (Vilafranca del Penedès) · Vegeu més fotos d'aquest monument · Carregueu una nova foto d'aquest monument                                        |
| Asil Inglada Via                                                           | BCIL 2004       | Modernisme XX Inici                                 | Vilafranca del Penedès C. Clascar, 15-19                              | 41° 20′ 47″ N, 1° 41′ 43″ E / 41.346313°N,1.69537°E  | IPA-4959      | Asil Inglada Via (Vilafranca del Penedès) · Vegeu més fotos d'aquest monument · Carregueu una nova foto d'aquest monument                                  |
| Casa Mestres                                                               | BCIL 2004       | Modernisme                                          | Vilafranca del Penedès C. Clascar, 21-23                              | 41° 20′ 47″ N, 1° 41′ 43″ E / 41.346349°N,1.695345°E | IPA-4960      | Casa Vicenç Mestres (Vilafranca del Penedès) · Vegeu més fotos d'aquest monument · Carregueu una nova foto d'aquest monument                               |
| Casa Santacana i Rovira                                                    |                 | Obra popular                                        | Vilafranca del Penedès C. Coll, 15                                    | 41° 20′ 46″ N, 1° 41′ 49″ E / 41.346213°N,1.69689°E  | IPA-4961      | Casa Santacana i Rovira (Vilafranca del Penedès) · Vegeu més fotos d'aquest monument · Carregueu una nova foto d'aquest monument                           |
| Casa de Ramona Quer i Via                                                  |                 | Modernisme XX Inici                                 | Vilafranca del Penedès C. Consellers, 6                               | 41° 20′ 46″ N, 1° 41′ 53″ E / 41.346082°N,1.697980°E | IPA-4962      | Casa de Ramona Quer i Via (Vilafranca del Penedès) · Vegeu més fotos d'aquest monument · Carregueu una nova foto d'aquest monument                         |
| Carrer de la Cort                                                          |                 |                                                     | Vilafranca del Penedès C. Cort                                        | 41° 20′ 48″ N, 1° 41′ 53″ E / 41.346722°N,1.698087°E | IPA-4963      | Carrer de la Cort (Vilafranca del Penedès) · Vegeu més fotos d'aquest monument · Carregueu una nova foto d'aquest monument                                 |
| Casa Macià                                                                 | BCIL 2004       | Gòtic XV                                            | Vilafranca del Penedès C. Cort, 16                                    | 41° 20′ 47″ N, 1° 41′ 52″ E / 41.346394°N,1.697771°E | IPA-4964      | Casa Macià (Vilafranca del Penedès) · Vegeu més fotos d'aquest monument · Carregueu una nova foto d'aquest monument                                        |
| Portes dels balcons de la Casa Fèlix Via                                   |                 | Gòtic tardà                                         | Vilafranca del Penedès C. Cort, 18, 1r pis                            | 41° 20′ 47″ N, 1° 41′ 52″ E / 41.346331°N,1.69776°E  | IPA-4966      | Portes dels balcons de la Casa Fèlix Via (Vilafranca del Penedès) · Vegeu més fotos d'aquest monument · Carregueu una nova foto d'aquest monument          |
| Teatre Cinema Bolet                                                        | BCIL 2004       | Eclecticisme XVIII                                  | Vilafranca del Penedès C. Cal Bolet, 3                                | 41° 20′ 40″ N, 1° 41′ 59″ E / 41.344373°N,1.699819°E | IPA-4968      | Teatre Cinema Bolet (Vilafranca del Penedès) · Vegeu més fotos d'aquest monument · Carregueu una nova foto d'aquest monument                               |
| Edifici al passatge Regull                                                 |                 | Eclecticisme XIX                                    | Vilafranca del Penedès C. Ferrers, 15 - passatge Enric Regull         | 41° 20′ 51″ N, 1° 41′ 55″ E / 41.347448°N,1.698562°E | IPA-4969      | Edifici al passatge Regull (Vilafranca del Penedès) · Vegeu més fotos d'aquest monument · Carregueu una nova foto d'aquest monument                        |
| Edifici de la Caixa d'Estalvis del Penedès                                 |                 | Monumentalisme academicista XX Mitjan               | Vilafranca del Penedès Rbla. Nostra Senyora, 2                        | 41° 20′ 45″ N, 1° 42′ 03″ E / 41.345897°N,1.700781°E | IPA-4970      | Edifici de la Caixa d'Estalvis del Penedès (Vilafranca del Penedès) · Vegeu més fotos d'aquest monument · Carregueu una nova foto d'aquest monument        |
| Casa Germanes Estalella                                                    |                 | Modernisme XX                                       | Vilafranca del Penedès C. Ferrers, 60                                 | 41° 20′ 54″ N, 1° 41′ 58″ E / 41.348414°N,1.699523°E | IPA-4972      | Casa Germanes Estalella (Vilafranca del Penedès) · Vegeu més fotos d'aquest monument · Carregueu una nova foto d'aquest monument                           |
| Cal Noia                                                                   |                 | Gòtic XVII-XIX                                      | Vilafranca del Penedès C. de la Font, 15                              | 41° 20′ 50″ N, 1° 41′ 57″ E / 41.34722°N,1.69917°E   | IPA-4973      | Cal Noia (Vilafranca del Penedès) · Modifica el valor a Wikidata · Carregueu una nova foto d'aquest monument                                               |
| Casa Vidal i Folquet, Casa Albert Moliner                                  | BCIL 2004       | Historicisme XIX Final                              | Vilafranca del Penedès C. Font, 59                                    | 41° 20′ 55″ N, 1° 42′ 02″ E / 41.348606°N,1.700548°E | IPA-4974      | Casa Vidal i Folquet (Vilafranca del Penedès) · Vegeu més fotos d'aquest monument · Carregueu una nova foto d'aquest monument                              |
| Casa de Josep Serdà i Vallès, la Fonda, Cal Panxeta                        |                 | Eclecticisme XX Inici                               | Vilafranca del Penedès Rbla. de Sant Francesc, 13                     | 41° 20′ 45″ N, 1° 41′ 52″ E / 41.345765°N,1.697843°E | IPA-4975      | Casa de Josep Serdà i Vallès (Vilafranca del Penedès) · Vegeu més fotos d'aquest monument · Carregueu una nova foto d'aquest monument                      |
| Col·legi de Sant Josep, Institut Milà i Fontanals                          | BCIL 2004       | Neoclassicisme XIX Inici                            | Vilafranca del Penedès Rbla. de Sant Francesc, 14                     | 41° 20′ 42″ N, 1° 41′ 52″ E / 41.344979°N,1.697691°E | IPA-4976      | Col·legi de Sant Josep (Vilafranca del Penedès) · Vegeu més fotos d'aquest monument · Carregueu una nova foto d'aquest monument                            |
| Casa Serdà i Vallès, Casa Serdà Ros                                        | BCIL 2004       | Eclecticisme                                        | Vilafranca del Penedès Rbla. de Sant Francesc, 15                     | 41° 20′ 44″ N, 1° 41′ 53″ E / 41.345613°N,1.698013°E | IPA-4977      | Casa Serdà Ros (Vilafranca del Penedès) · Vegeu més fotos d'aquest monument · Carregueu una nova foto d'aquest monument                                    |
| Casa Just, Cal Pecero                                                      |                 | Eclecticisme, modernisme                            | Vilafranca del Penedès Rbla. de Sant Francesc, 20                     | 41° 20′ 41″ N, 1° 41′ 53″ E / 41.344775°N,1.697934°E | IPA-4978      | Casa Just (Vilafranca del Penedès) · Vegeu més fotos d'aquest monument · Carregueu una nova foto d'aquest monument                                         |
| Casa Pau Feliu                                                             | BCIL 2004       | Eclecticisme XIX                                    | Vilafranca del Penedès Rbla. de Sant Francesc, 22                     | 41° 20′ 41″ N, 1° 41′ 53″ E / 41.344686°N,1.69802°E  | IPA-4979      | Casa Pau Feliu (Vilafranca del Penedès) · Vegeu més fotos d'aquest monument · Carregueu una nova foto d'aquest monument                                    |
| Casino Unió Comercial                                                      | BCIL 2004       | Eclecticisme XIX                                    | Vilafranca del Penedès Rbla. de Sant Francesc, 25                     | 41° 20′ 43″ N, 1° 41′ 55″ E / 41.345303°N,1.698474°E | IPA-4980      | Casino Unió Comercial (Vilafranca del Penedès) · Vegeu més fotos d'aquest monument · Carregueu una nova foto d'aquest monument                             |
| Casa Torner i Güell                                                        | BCIL 2004       | Eclecticisme XIX Final                              | Vilafranca del Penedès Rbla. de Sant Francesc, 26                     | 41° 20′ 40″ N, 1° 41′ 53″ E / 41.344535°N,1.698190°E | IPA-4981      | Casa Torner i Güell (Vilafranca del Penedès) · Vegeu més fotos d'aquest monument · Carregueu una nova foto d'aquest monument                               |
| Font del Carme                                                             | BCIL 2004       | Monumentalisme academicista XX Mitjan               | Vilafranca del Penedès C. Galceran                                    | 41° 20′ 51″ N, 1° 41′ 58″ E / 41.347448°N,1.699341°E | IPA-4982      | Font del Carme (Vilafranca del Penedès) · Vegeu més fotos d'aquest monument · Carregueu una nova foto d'aquest monument                                    |
| Casa Soler i Buxedas                                                       |                 | Noucentisme                                         | Vilafranca del Penedès C. General Cortijo, 13                         | 41° 20′ 36″ N, 1° 41′ 59″ E / 41.3434°N,1.699791°E   | IPA-4983      | Casa Soler i Buxedas (Vilafranca del Penedès) · Vegeu més fotos d'aquest monument · Carregueu una nova foto d'aquest monument                              |
| Casa Suriol                                                                | BCIL 2004       | Eclecticisme XIX (1884) Josep Inglada i Estrada     | Vilafranca del Penedès C. General Cortijo, 22                         | 41° 20′ 36″ N, 1° 41′ 56″ E / 41.343463°N,1.698988°E | IPA-4984      | Casa Suriol (Vilafranca del Penedès) · Vegeu més fotos d'aquest monument · Carregueu una nova foto d'aquest monument                                       |
| Casa Oliveras                                                              |                 | Noucentisme XX Inici                                | Vilafranca del Penedès C. General Prim, 2                             | 41° 20′ 45″ N, 1° 41′ 51″ E / 41.345759°N,1.697365°E | IPA-4985      | Casa Oliveras (Vilafranca del Penedès) · Vegeu més fotos d'aquest monument · Carregueu una nova foto d'aquest monument                                     |
| Casa Via i Raventós, Cal Figarot, Casa Maria Via                           | BCIL 2004       | Historicisme August Font i Carreras XIX (1889)      | Vilafranca del Penedès C. General Prim, 11                            | 41° 20′ 45″ N, 1° 41′ 47″ E / 41.345767°N,1.696468°E | IPA-4986      | Casa Via i Raventós (Vilafranca del Penedès) · Vegeu més fotos d'aquest monument · Carregueu una nova foto d'aquest monument                               |
| Casa Jané                                                                  | BCIL 2004       | Eclecticisme XIX Final                              | Vilafranca del Penedès C. General Prim, 15                            | 41° 20′ 45″ N, 1° 41′ 47″ E / 41.345855°N,1.696275°E | IPA-4987      | Casa Jané (Vilafranca del Penedès) · Vegeu més fotos d'aquest monument · Carregueu una nova foto d'aquest monument                                         |
| Casa Antoni Graells                                                        |                 |                                                     | Vilafranca del Penedès Ctra. d'Igualada, 41                           | 41° 20′ 56″ N, 1° 42′ 13″ E / 41.348944°N,1.703605°E | IPA-4988      | Casa Antoni Graells (Vilafranca del Penedès) · Vegeu més fotos d'aquest monument · Carregueu una nova foto d'aquest monument                               |
| Plaça de Jaume I                                                           |                 | Eclecticisme                                        | Vilafranca del Penedès                                                | 41° 20′ 50″ N, 1° 41′ 46″ E / 41.347223°N,1.696164°E | IPA-4989      | Plaça de Jaume I (Vilafranca del Penedès) · Vegeu més fotos d'aquest monument · Carregueu una nova foto d'aquest monument                                  |
| Església de la Mare de Déu dels Dolors                                     | BCIL 2004       | Barroc XVIII Inici                                  | Vilafranca del Penedès Pl. Jaume I, 9                                 | 41° 20′ 49″ N, 1° 41′ 47″ E / 41.346874°N,1.696339°E | IPA-4990      | Església de la Mare de Déu dels Dolors (Vilafranca del Penedès) · Vegeu més fotos d'aquest monument · Carregueu una nova foto d'aquest monument            |
| Capella de Sant Pelegrí                                                    | BCIL 2004       | Gòtic XII                                           | Vilafranca del Penedès Pl. Jaume I, 7                                 | 41° 20′ 49″ N, 1° 41′ 47″ E / 41.346848°N,1.696435°E | IPA-4991      | Capella de Sant Pelegrí (Vilafranca del Penedès) · Vegeu més fotos d'aquest monument · Carregueu una nova foto d'aquest monument                           |
| Casa Josep Bertran                                                         |                 | Modernisme XX Inici                                 | Vilafranca del Penedès Pl. Jaume I, 18                                | 41° 20′ 50″ N, 1° 41′ 46″ E / 41.347358°N,1.696198°E | IPA-4992      | Casa Josep Bertran (Vilafranca del Penedès) · Vegeu més fotos d'aquest monument · Carregueu una nova foto d'aquest monument                                |
| Casa Claramunt                                                             | BCIL 2004       | Modernisme XX Inici                                 | Vilafranca del Penedès Pl. Jaume I, 24                                | 41° 20′ 51″ N, 1° 41′ 46″ E / 41.34742°N,1.696077°E  | IPA-4993      | Casa Claramunt (Vilafranca del Penedès) · Vegeu més fotos d'aquest monument · Carregueu una nova foto d'aquest monument                                    |
| Font de Sant Joan, Font de la Verdura                                      | BCIL 2004       | Eclecticisme 1866 Modest Fossas i Pi                | Vilafranca del Penedès Pl. de Sant Joan                               | 41° 20′ 46″ N, 1° 41′ 55″ E / 41.346125°N,1.698506°E | IPA-4994      | Font de Sant Joan (Vilafranca del Penedès) · Vegeu més fotos d'aquest monument · Carregueu una nova foto d'aquest monument                                 |
| Carrer de Santa Magdalena                                                  |                 | Obra popular                                        | Vilafranca del Penedès C. de Santa Magdalena                          | 41° 21′ 01″ N, 1° 42′ 02″ E / 41.35029°N,1.70055°E   | IPA-4997      | Carrer de Santa Magdalena (Vilafranca del Penedès) · Vegeu més fotos d'aquest monument · Carregueu una nova foto d'aquest monument                         |
| Pedró de Santa Magdalena                                                   | BCIL 2004       | Gòtic Medieval                                      | Vilafranca del Penedès C. de Santa Magdalena                          | 41° 21′ 02″ N, 1° 42′ 02″ E / 41.350543°N,1.700641°E | IPA-4998      | Pedró de Santa Magdalena (Vilafranca del Penedès) · Vegeu més fotos d'aquest monument · Carregueu una nova foto d'aquest monument                          |
| Casa Saumell                                                               |                 | Noucentisme XX Inici                                | Vilafranca del Penedès C. de Santa Magdalena, 9-13                    | 41° 20′ 58″ N, 1° 42′ 00″ E / 41.349402°N,1.700101°E | IPA-5000      | Casa Saumell (Vilafranca del Penedès) · Vegeu més fotos d'aquest monument · Carregueu una nova foto d'aquest monument                                      |
| Casa Guilamany                                                             | BCIL 2004       | Eclecticisme XIX Final                              | Vilafranca del Penedès C. Santa Magdalena, 20                         | 41° 20′ 59″ N, 1° 42′ 02″ E / 41.349676°N,1.700455°E | IPA-5001      | Casa Guilamany (Vilafranca del Penedès) · Vegeu més fotos d'aquest monument · Carregueu una nova foto d'aquest monument                                    |
| Carrers a l'entorn de Santa Maria                                          |                 |                                                     | Vilafranca del Penedès                                                | 41° 20′ 50″ N, 1° 41′ 50″ E / 41.347290°N,1.697336°E | IPA-5002      | Carrers a l'entorn de Santa Maria (Vilafranca del Penedès) · Vegeu més fotos d'aquest monument · Carregueu una nova foto d'aquest monument                 |
| Casa Amàlia Soler                                                          | BCIL 2004       | Eclecticisme XIX                                    | Vilafranca del Penedès C. de Santa Maria, 2                           | 41° 20′ 48″ N, 1° 41′ 53″ E / 41.346676°N,1.697956°E | IPA-5003      | Casa Amàlia Soler (Vilafranca del Penedès) · Vegeu més fotos d'aquest monument · Carregueu una nova foto d'aquest monument                                 |
| Plaça de Santa Maria                                                       |                 | Eclecticisme                                        | Vilafranca del Penedès                                                | 41° 20′ 49″ N, 1° 41′ 50″ E / 41.346816°N,1.697238°E | IPA-5004      | Plaça de Santa Maria (Vilafranca del Penedès) · Vegeu més fotos d'aquest monument · Carregueu una nova foto d'aquest monument                              |
| Casa Torrents i Miret, Palau dels Barons de Rocafort                       | BCIL 2004       | Eclecticisme Santiago Güell i Grau XIX (1870, 1899) | Vilafranca del Penedès Pl. de la Vall del Castell, 4                  | 41° 20′ 53″ N, 1° 41′ 49″ E / 41.347954°N,1.697082°E | IPA-5005      | Casa Torrents i Miret (Vilafranca del Penedès) · Vegeu més fotos d'aquest monument · Carregueu una nova foto d'aquest monument                             |
| Casa Alayó                                                                 | BCIL 2004       | Obra popular XVIII                                  | Vilafranca del Penedès Pl. Milà i Fontanals, 1                        | 41° 20′ 56″ N, 1° 42′ 03″ E / 41.348769°N,1.7007°E   | IPA-5006      | Casa Alayó (Vilafranca del Penedès) · Vegeu més fotos d'aquest monument · Carregueu una nova foto d'aquest monument                                        |
| Casa Figueras-Sabater, Casa Torres                                         | BCIL 2004       | Eclecticisme, modernisme XIX                        | Vilafranca del Penedès C. Misser Rufet, 7 - pl. de l'Estació, 1       | 41° 20′ 43″ N, 1° 42′ 11″ E / 41.345311°N,1.703135°E | IPA-5007      | Casa Figueras-Sabater (Vilafranca del Penedès) · Vegeu més fotos d'aquest monument · Carregueu una nova foto d'aquest monument                             |
| Casa Bonaventura Feliu, Casa Berger                                        | BCIL 2004       | Eclecticisme XIX                                    | Vilafranca del Penedès C. Misser Rufet, 10                            | 41° 20′ 43″ N, 1° 42′ 10″ E / 41.345360°N,1.702716°E | IPA-5008      | Casa Bonaventura Feliu (Vilafranca del Penedès) · Vegeu més fotos d'aquest monument · Carregueu una nova foto d'aquest monument                            |
| Casa de la Rúbia                                                           |                 | Obra popular                                        | Vilafranca del Penedès C. Montserrat, 16                              | 41° 20′ 58″ N, 1° 42′ 04″ E / 41.349496°N,1.701247°E | IPA-5009      | Casa de la Rúbia (Vilafranca del Penedès) · Vegeu més fotos d'aquest monument · Carregueu una nova foto d'aquest monument                                  |
| Rambla de Nostra Senyora                                                   |                 | Eclecticisme XIX                                    | Vilafranca del Penedès Rbla. de Nostra Senyora                        | 41° 20′ 43″ N, 1° 42′ 00″ E / 41.345293°N,1.699968°E | IPA-5010      | Rambla de Nostra Senyora (Vilafranca del Penedès) · Vegeu més fotos d'aquest monument · Carregueu una nova foto d'aquest monument                          |
| Casa Hill i Ferret                                                         | BCIL 2004       | Noucentisme XX                                      | Vilafranca del Penedès Rbla. de Nostra Senyora, 5-9                   | 41° 20′ 44″ N, 1° 42′ 05″ E / 41.345652°N,1.701383°E | IPA-5011      | Casa Hill i Ferret (Vilafranca del Penedès) · Vegeu més fotos d'aquest monument · Carregueu una nova foto d'aquest monument                                |
| Casa Elias Valero, Berger-Balaguer, Ca la Remei del Forn                   | BCIL 2004       | Eclecticisme XX Inici                               | Vilafranca del Penedès Rbla. de Nostra Senyora, 6                     | 41° 20′ 44″ N, 1° 42′ 01″ E / 41.345629°N,1.700153°E | IPA-5012      | Casa Elias Valero (Vilafranca del Penedès) · Vegeu més fotos d'aquest monument · Carregueu una nova foto d'aquest monument                                 |
| Casa Girona                                                                | BCIL 2004       | Eclecticisme                                        | Vilafranca del Penedès Rbla. de Nostra Senyora, 19                    | 41° 20′ 44″ N, 1° 42′ 04″ E / 41.345458°N,1.700981°E | IPA-5013      | Casa Girona (Vilafranca del Penedès) · Vegeu més fotos d'aquest monument · Carregueu una nova foto d'aquest monument                                       |
| Casa Cañas i Mañé                                                          | BCIL 2004       | Modernisme Antoni Pons i Domínguez XX               | Vilafranca del Penedès Rbla. de Nostra Senyora, 20 i c. Palma, 33     | 41° 20′ 42″ N, 1° 41′ 57″ E / 41.345015°N,1.699209°E | IPA-5014      | Casa Cañas i Mañé (Vilafranca del Penedès) · Vegeu més fotos d'aquest monument · Carregueu una nova foto d'aquest monument                                 |
| Plaça de l'Oli                                                             |                 | Eclecticisme, Neoclassicisme                        | Vilafranca del Penedès Pl. de l'Oli                                   | 41° 20′ 52″ N, 1° 41′ 45″ E / 41.347644°N,1.695941°E | IPA-5015      | Plaça de l'Oli (Vilafranca del Penedès) · Vegeu més fotos d'aquest monument · Carregueu una nova foto d'aquest monument                                    |
| Cal Gomà, Biblioteca Torres i Bages                                        | BCIL 2004       | Gòtic tardà, obra popular                           | Vilafranca del Penedès Pl. de l'Oli, 20                               | 41° 20′ 51″ N, 1° 41′ 44″ E / 41.34755°N,1.695596°E  | IPA-5016      | Cal Gomà (Vilafranca del Penedès) · Vegeu més fotos d'aquest monument · Carregueu una nova foto d'aquest monument                                          |
| Casa Pelegrí Güell                                                         | BCIL 2004       |                                                     | Vilafranca del Penedès C. Palma, 12                                   | 41° 20′ 45″ N, 1° 41′ 59″ E / 41.345830°N,1.699658°E | IPA-5017      | Casa Pelegrí Güell (Vilafranca del Penedès) · Vegeu més fotos d'aquest monument · Carregueu una nova foto d'aquest monument                                |
| Casa Amiguet                                                               | BCIL 2004       | Eclecticisme XIX                                    | Vilafranca del Penedès C. Palma, 24                                   | 41° 20′ 43″ N, 1° 41′ 57″ E / 41.345247°N,1.699037°E | IPA-5018      | Casa Amiguet (Vilafranca del Penedès) · Vegeu més fotos d'aquest monument · Carregueu una nova foto d'aquest monument                                      |
| Casa Aixelà                                                                |                 | Eclecticisme XIX                                    | Vilafranca del Penedès C. Palma, 31 - rbla. Nostra Senyora, 18        | 41° 20′ 42″ N, 1° 41′ 57″ E / 41.345060°N,1.699279°E | IPA-5019      | Casa Aixelà (Vilafranca del Penedès) · Vegeu més fotos d'aquest monument · Carregueu una nova foto d'aquest monument                                       |
| Casa Tomàs, Casa Artigas, Casa Galofré                                     | BCIL 2004       | Eclecticisme, modernisme XIX                        | Vilafranca del Penedès C. Parellada, 11-13 - c. Font, 2               | 41° 20′ 48″ N, 1° 41′ 56″ E / 41.346797°N,1.698854°E | IPA-5021      | Casa Artigas (Vilafranca del Penedès) · Vegeu més fotos d'aquest monument · Carregueu una nova foto d'aquest monument                                      |
| Creu de terme de Sant Salvador                                             | BCIL 2004       | Gòtic                                               | Vilafranca del Penedès C. Sant Pere - av. Tarragona                   | 41° 20′ 29″ N, 1° 41′ 39″ E / 41.341482°N,1.694295°E | IPA-5022      | Creu de terme de Sant Salvador (Vilafranca del Penedès) · Vegeu més fotos d'aquest monument · Carregueu una nova foto d'aquest monument                    |
| Habitatges al carrer de Ramon Freixas, 10-16                               |                 | Noucentisme XX                                      | Vilafranca del Penedès C. Ramon Freixas, 10-12-14-16                  | 41° 20′ 30″ N, 1° 41′ 59″ E / 41.341751°N,1.699752°E | IPA-5023      | Habitatges al carrer Ramon Freixas, 10-16 (Vilafranca del Penedès) · Vegeu més fotos d'aquest monument · Carregueu una nova foto d'aquest monument         |
| Mercat de Gallines i Menuts                                                | BCIL 2004       | Noucentisme XX Inici                                | Vilafranca del Penedès Pl. Vall del Castell, 3                        | 41° 20′ 53″ N, 1° 41′ 48″ E / 41.348058°N,1.696733°E | IPA-5024      | Mercat de Gallines i Menuts (Vilafranca del Penedès) · Vegeu més fotos d'aquest monument · Carregueu una nova foto d'aquest monument                       |
| Casa Artur Inglada, Casa Miró                                              | BCIL 2004       | Modernisme XX                                       | Vilafranca del Penedès Rbla. de Nostra Senyora, 47                    | 41° 20′ 41″ N, 1° 41′ 59″ E / 41.344696°N,1.699717°E | IPA-5025      | Casa Artur Inglada (Vilafranca del Penedès) · Vegeu més fotos d'aquest monument · Carregueu una nova foto d'aquest monument                                |
| Casa Torres i Casals, Casa Fortuny                                         | BCIL 2004       | Modernisme XX                                       | Vilafranca del Penedès Rbla. Nostra Senyora, 11-13                    | 41° 20′ 44″ N, 1° 42′ 05″ E / 41.345606°N,1.701289°E | IPA-5026      | Casa Torres i Casals (Vilafranca del Penedès) · Vegeu més fotos d'aquest monument · Carregueu una nova foto d'aquest monument                              |
| Casa de la Pia Almoina, Casa Pelegrí, Casa Mestre, Cal Dorda               | BCIL 2004       | Gòtic, historicisme Medieval                        | Vilafranca del Penedès C. Font, 4-6                                   | 41° 20′ 49″ N, 1° 41′ 56″ E / 41.346957°N,1.698967°E | IPA-5027      | Casa de la Pia Almoina (Vilafranca del Penedès) · Vegeu més fotos d'aquest monument · Carregueu una nova foto d'aquest monument                            |
| Monument a Milà i Fontanals                                                | BCIL 2004       | Eclecticisme, modernisme XX                         | Vilafranca del Penedès Rbla. de Sant Francesc                         | 41° 20′ 49″ N, 1° 41′ 50″ E / 41.346816°N,1.697238°E | IPA-5029      | Monument a Milà i Fontanals (Vilafranca del Penedès) · Vegeu més fotos d'aquest monument · Carregueu una nova foto d'aquest monument                       |
| Font dels Alls                                                             | BCIL 2004       | Eclecticisme XIX                                    | Vilafranca del Penedès C. General Prim                                | 41° 20′ 44″ N, 1° 41′ 50″ E / 41.345657°N,1.697297°E | IPA-5030      | Font dels Alls (Vilafranca del Penedès) · Vegeu més fotos d'aquest monument · Carregueu una nova foto d'aquest monument                                    |
| Rambla de Sant Francesc                                                    |                 | XIX                                                 | Vilafranca del Penedès Rbla. Sant Francesc                            | 41° 20′ 43″ N, 1° 41′ 53″ E / 41.345198°N,1.69795°E  | IPA-5031      | Rambla de Sant Francesc (Vilafranca del Penedès) · Vegeu més fotos d'aquest monument · Carregueu una nova foto d'aquest monument                           |
| Plaça de la Constitució, les Voltes                                        |                 | Medieval                                            | Vilafranca del Penedès Pl. de la Constitució                          | 41° 20′ 51″ N, 1° 41′ 52″ E / 41.347366°N,1.697656°E | IPA-5032      | Plaça de la Constitució (Vilafranca del Penedès) · Vegeu més fotos d'aquest monument · Carregueu una nova foto d'aquest monument                           |
| Plaça de Sant Joan                                                         |                 | Eclecticisme XIX                                    | Vilafranca del Penedès Pl. Sant Joan                                  | 41° 20′ 46″ N, 1° 41′ 54″ E / 41.346140°N,1.698397°E | IPA-5033      | Plaça de Sant Joan (Vilafranca del Penedès) · Vegeu més fotos d'aquest monument · Carregueu una nova foto d'aquest monument                                |
| Fanals del carrer de Santa Maria                                           | BCIL 2004       | Modernisme                                          | Vilafranca del Penedès C. Santa Maria                                 | 41° 20′ 48″ N, 1° 42′ 00″ E / 41.3467°N,1.7°E        | IPA-5034      | Fanals del carrer de Santa Maria (Vilafranca del Penedès) · Carregueu una nova foto d'aquest monument                                                      |
| Habitatges al carrer Casal, tipologia de cases de comparet                 |                 | Obra popular XIX                                    | Vilafranca del Penedès C. Casal, 6-18                                 | 41° 20′ 39″ N, 1° 42′ 02″ E / 41.344165°N,1.700540°E | IPA-5035      | Habitatges al carrer Casal (Vilafranca del Penedès) · Vegeu més fotos d'aquest monument · Carregueu una nova foto d'aquest monument                        |
| Casa Jané i Alegret, Casa Guardiet-Berrozque                               | BCIL 2004       | Modernisme XX                                       | Vilafranca del Penedès C. Cort, 28                                    | 41° 20′ 46″ N, 1° 41′ 51″ E / 41.346049°N,1.697491°E | IPA-5036      | Casa Jané i Alegret (Vilafranca del Penedès) · Vegeu més fotos d'aquest monument · Carregueu una nova foto d'aquest monument                               |
| Estació del ferrocarril                                                    | BCIL 2004       | Eclecticisme XX                                     | Vilafranca del Penedès Pl. de l'Estació, 3                            | 41° 20′ 41″ N, 1° 42′ 11″ E / 41.344797°N,1.703085°E | IPA-5037      | Estació del ferrocarril (Vilafranca del Penedès) · Vegeu més fotos d'aquest monument · Carregueu una nova foto d'aquest monument                           |
| Casa Serra i Corominas                                                     | BCIL 2004       | Eclecticisme XIX                                    | Vilafranca del Penedès Pl. de l'Estació, 5                            | 41° 20′ 42″ N, 1° 42′ 09″ E / 41.344864°N,1.702618°E | IPA-5038      | Casa Serra i Corominas (Vilafranca del Penedès) · Vegeu més fotos d'aquest monument · Carregueu una nova foto d'aquest monument                            |
| Palau del Marquès d'Alfarràs (Vilafranca del Penedès)                      | BCIL 2004       | Neoclassicisme XVIII                                | Vilafranca del Penedès C. Ferran, 1                                   | 41° 20′ 50″ N, 1° 41′ 44″ E / 41.347279°N,1.695518°E | IPA-5039      | Palau del Marquès d'Alfarràs (Vilafranca del Penedès) · Vegeu més fotos d'aquest monument · Carregueu una nova foto d'aquest monument                      |
| Casa Silvio Salvador, Casa Vídua Just                                      | BCIL 2004       | Eclecticisme                                        | Vilafranca del Penedès Av. Tarragona, 24-26                           | 41° 20′ 37″ N, 1° 41′ 50″ E / 41.343676°N,1.697167°E | IPA-5040      | Casa Silvio Salvador (Vilafranca del Penedès) · Vegeu més fotos d'aquest monument · Carregueu una nova foto d'aquest monument                              |
| Fàbrica d'alcohol Just                                                     |                 | Josep Maria Miró i Guibernau XX (1941)              | Vilafranca del Penedès Av. Catalunya, 22                              | 41° 20′ 57″ N, 1° 41′ 20″ E / 41.349257°N,1.688868°E | IPA-5041      | Fàbrica d'alcohol Just (Vilafranca del Penedès) · Vegeu més fotos d'aquest monument · Carregueu una nova foto d'aquest monument                            |
| Casa Font i Casellas                                                       |                 | Noucentisme XX                                      | Vilafranca del Penedès Av. Tarragona, 91 bis i 93                     | 41° 20′ 31″ N, 1° 41′ 43″ E / 41.341926°N,1.695375°E | IPA-5042      | Casa Font i Casellas (Vilafranca del Penedès) · Vegeu més fotos d'aquest monument · Carregueu una nova foto d'aquest monument                              |
| Casa Badia                                                                 |                 | Modernisme XX                                       | Vilafranca del Penedès Av. Tarragona, 72                              | 41° 20′ 33″ N, 1° 41′ 44″ E / 41.342442°N,1.695579°E | IPA-5043      | Casa Badia (Vilafranca del Penedès) · Vegeu més fotos d'aquest monument · Carregueu una nova foto d'aquest monument                                        |
| Casa Marcet                                                                | BCIL 2004       | Eclecticisme                                        | Vilafranca del Penedès Av. Tarragona, 40                              | 41° 20′ 36″ N, 1° 41′ 48″ E / 41.343283°N,1.696626°E | IPA-5044      | Casa Marcet (Vilafranca del Penedès) · Vegeu més fotos d'aquest monument · Carregueu una nova foto d'aquest monument                                       |
| Casa Canyelles                                                             |                 | Noucentisme XX                                      | Vilafranca del Penedès Pg. Rafael Soler, 10-11                        | 41° 20′ 29″ N, 1° 42′ 01″ E / 41.341387°N,1.700177°E | IPA-5047      | Casa Canyelles (Vilafranca del Penedès) · Vegeu més fotos d'aquest monument · Carregueu una nova foto d'aquest monument                                    |
| Casa Mitjans i Robert                                                      |                 | Noucentisme XX                                      | Vilafranca del Penedès C. Puigmoltó, 5                                | 41° 20′ 53″ N, 1° 42′ 04″ E / 41.348053°N,1.701084°E | IPA-5048      | Casa Mitjans i Robert (Vilafranca del Penedès) · Vegeu més fotos d'aquest monument · Carregueu una nova foto d'aquest monument                             |
| Casa Mercè Torras                                                          |                 | Modernisme XX                                       | Vilafranca del Penedès C. Puigmoltó, 3                                | 41° 20′ 48″ N, 1° 41′ 58″ E / 41.346593°N,1.699428°E | IPA-5049      | Casa Mercè Torras (Vilafranca del Penedès) · Vegeu més fotos d'aquest monument · Carregueu una nova foto d'aquest monument                                 |
| Convent i capella de les Germanes de la Vetlla                             | BCIL 2004       | Eclecticisme XIX Final                              | Vilafranca del Penedès C. Ponent, 56-62                               | 41° 20′ 52″ N, 1° 41′ 40″ E / 41.347762°N,1.694456°E | IPA-5050      | Convent i capella de les Germanes de la Vetlla (Vilafranca del Penedès) · Vegeu més fotos d'aquest monument · Carregueu una nova foto d'aquest monument    |
| Habitatges al carrer de Pere Alagret, 2-12, tipologia de cases comparet    |                 | Obra popular XIX                                    | Vilafranca del Penedès C. Pere Alagret, 2 a 12                        | 41° 20′ 50″ N, 1° 42′ 13″ E / 41.347307°N,1.703609°E | IPA-5051      | Habitatges al carrer Pere Alagret, 2-12 (Vilafranca del Penedès) · Vegeu més fotos d'aquest monument · Carregueu una nova foto d'aquest monument           |
| Casa Olivella i Ràfols                                                     | BCIL 2004       | Eclecticisme XIX Final                              | Vilafranca del Penedès C. Sant Pere, 134                              | 41° 20′ 33″ N, 1° 41′ 41″ E / 41.342452°N,1.694813°E | IPA-5052      | Casa Olivella i Ràfols (Vilafranca del Penedès) · Vegeu més fotos d'aquest monument · Carregueu una nova foto d'aquest monument                            |
| Habitatges al carrer Sant Pere, 92-128, tipologia de cases de comparet     |                 | Obra popular XIX                                    | Vilafranca del Penedès C. Sant Pere, 92 a 128                         | 41° 20′ 34″ N, 1° 41′ 42″ E / 41.342688°N,1.695024°E | IPA-5053      | Habitatges al carrer Sant Pere 92-128 (Vilafranca del Penedès) · Vegeu més fotos d'aquest monument · Carregueu una nova foto d'aquest monument             |
| Casa Batlle i Planas, Casa Serdà                                           | BCIL 2004       | Historicisme XX                                     | Vilafranca del Penedès C. Sant Pere, 34-36                            | 41° 20′ 40″ N, 1° 41′ 48″ E / 41.344572°N,1.696574°E | IPA-5054      | Casa Serdà (Vilafranca del Penedès) · Vegeu més fotos d'aquest monument · Carregueu una nova foto d'aquest monument                                        |
| Casa Soler i Oliver                                                        |                 | Eclecticisme XIX                                    | Vilafranca del Penedès C. Sant Pere, 28                               | 41° 20′ 41″ N, 1° 41′ 48″ E / 41.344778°N,1.696644°E | IPA-5056      | Casa Soler i Oliver (Vilafranca del Penedès) · Vegeu més fotos d'aquest monument · Carregueu una nova foto d'aquest monument                               |
| Casa Maria Raurell                                                         |                 | Modernisme XX                                       | Vilafranca del Penedès C. Sant Pere, 16                               | 41° 20′ 43″ N, 1° 41′ 49″ E / 41.34516°N,1.696935°E  | IPA-5057      | Casa Maria Raurell (Vilafranca del Penedès) · Vegeu més fotos d'aquest monument · Carregueu una nova foto d'aquest monument                                |
| Claustre de Sant Francesc i antic Hospital Comarcal                        |                 | Eclecticisme XIX                                    | Vilafranca del Penedès C. Sant Pere, 3                                | 41° 20′ 41″ N, 1° 41′ 49″ E / 41.344727°N,1.696884°E | IPA-5058      | Antic Hospital Comarcal (Vilafranca del Penedès) · Vegeu més fotos d'aquest monument · Carregueu una nova foto d'aquest monument                           |
| Casa Guasch i Estadella                                                    | BCIL 2004       | Modernisme XX                                       | Vilafranca del Penedès C. Parellada, 39                               | 41° 20′ 47″ N, 1° 42′ 00″ E / 41.346365°N,1.699947°E | IPA-5059      | Casa Guasch i Estadella (Vilafranca del Penedès) · Vegeu més fotos d'aquest monument · Carregueu una nova foto d'aquest monument                           |
| Casa Roig                                                                  |                 | Eclecticisme XIX Final                              | Vilafranca del Penedès C. Parellada, 32                               | 41° 20′ 47″ N, 1° 41′ 59″ E / 41.346283°N,1.699841°E | IPA-5060      | Casa Roig (Vilafranca del Penedès) · Vegeu més fotos d'aquest monument · Carregueu una nova foto d'aquest monument                                         |
| Casa Carles Parés                                                          |                 | Eclecticisme                                        | Vilafranca del Penedès C. Parellada, 19                               | 41° 20′ 48″ N, 1° 41′ 57″ E / 41.346590°N,1.699177°E | IPA-5061      | Casa Carles Parés (Vilafranca del Penedès) · Vegeu més fotos d'aquest monument · Carregueu una nova foto d'aquest monument                                 |
| Carrer del Comerç                                                          |                 | Eclecticisme, noucentisme XIX                       | Vilafranca del Penedès C. Comerç                                      | 41° 20′ 37″ N, 1° 42′ 10″ E / 41.343696°N,1.702892°E | IPA-5062      | Carrer del Comerç (Vilafranca del Penedès) · Vegeu més fotos d'aquest monument · Carregueu una nova foto d'aquest monument                                 |
| Església de la Mare de Déu del Pilar                                       | BCIL 2004       | XX                                                  | Vilafranca del Penedès Ctra. C-244 km 37,4                            | 41° 20′ 15″ N, 1° 42′ 37″ E / 41.337410°N,1.710325°E | IPA-33007     | Església de la Mare de Déu del Pilar (Vilafranca del Penedès) · Vegeu més fotos d'aquest monument · Carregueu una nova foto d'aquest monument              |
| Casa Carbonell                                                             | BCIL 2004       | XIX                                                 | Vilafranca del Penedès Pl. de la Constitució, 3                       | 41° 20′ 49″ N, 1° 41′ 54″ E / 41.347051°N,1.698214°E | IPA-33008     | Casa Carbonell (Vilafranca del Penedès) · Vegeu més fotos d'aquest monument · Carregueu una nova foto d'aquest monument                                    |
| Cal Posas                                                                  | BCIL 2004       |                                                     | Vilafranca del Penedès Pl. de l'Oli, 2-4                              | 41° 20′ 53″ N, 1° 41′ 47″ E / 41.347921°N,1.696304°E | IPA-33009     | Cal Posas (Vilafranca del Penedès) · Vegeu més fotos d'aquest monument · Carregueu una nova foto d'aquest monument                                         |
| Casa Trabal i Tauler                                                       | BCIL 2004       | XIX                                                 | Vilafranca del Penedès Pl. Jaume I, 13-15                             | 41° 20′ 49″ N, 1° 41′ 47″ E / 41.347045°N,1.696285°E | IPA-33011     | Casa Trabal i Tauler (Vilafranca del Penedès) · Vegeu més fotos d'aquest monument · Carregueu una nova foto d'aquest monument                              |
| Escorxador                                                                 | BCIL 2004       | XIX                                                 | Vilafranca del Penedès C. de l'Escorxador, 19-25                      | 41° 20′ 58″ N, 1° 41′ 48″ E / 41.34932°N,1.69670°E   | IPA-33012     | Escorxador (Vilafranca del Penedès) · Vegeu més fotos d'aquest monument · Carregueu una nova foto d'aquest monument                                        |
| Teatre de la Societat La Principal                                         | BCIL 2004       | XX                                                  | Vilafranca del Penedès Rbla. de Nostra Senyora, 35-37                 | 41° 20′ 41″ N, 1° 42′ 02″ E / 41.34481°N,1.70055°E   | IPA-40180     | Teatre de la Societat La Principal (Vilafranca del Penedès) · Vegeu més fotos d'aquest monument · Carregueu una nova foto d'aquest monument                |
| Casa Parés                                                                 | BCIL 2004       | Eclecticisme                                        | Vilafranca del Penedès Rbla. de Nostra Senyora, 21                    | 41° 20′ 44″ N, 1° 42′ 03″ E / 41.345445°N,1.700908°E | IPA-42855     | Casa Parés (Vilafranca del Penedès) · Vegeu més fotos d'aquest monument · Carregueu una nova foto d'aquest monument                                        |
| Casa Carbonell Diví                                                        | BCIL 2004       | XIX                                                 | Vilafranca del Penedès Pl. de la Constitució, 1                       | 41° 20′ 49″ N, 1° 41′ 54″ E / 41.34698°N,1.69830°E   | IPA-42875     | Casa Carbonell Diví (Vilafranca del Penedès) · Vegeu més fotos d'aquest monument · Carregueu una nova foto d'aquest monument                               |
| Casa Borruell i Panzano                                                    | BCIL 2004       | XIX                                                 | Vilafranca del Penedès C. Parellada, 57                               | 41° 20′ 46″ N, 1° 42′ 03″ E / 41.346146°N,1.700738°E | IPA-42877     | Casa Borruell i Panzano (Vilafranca del Penedès) · Vegeu més fotos d'aquest monument · Carregueu una nova foto d'aquest monument                           |
| Casa Fortuny                                                               | BCIL 2004       |                                                     | Vilafranca del Penedès C. de la Parellada, 33                         | 41° 20′ 47″ N, 1° 41′ 59″ E / 41.346460°N,1.699744°E | IPA-42882     | Casa Fortuny (Vilafranca del Penedès) · Vegeu més fotos d'aquest monument · Carregueu una nova foto d'aquest monument                                      |
| Cal Batlle                                                                 | BCIL 2004       |                                                     | Vilafranca del Penedès C. Sant Joan, 8                                | 41° 20′ 44″ N, 1° 41′ 57″ E / 41.34561°N,1.69912°E   | IPA-42885     | Cal Batlle (Vilafranca del Penedès) · Vegeu més fotos d'aquest monument · Carregueu una nova foto d'aquest monument                                        |
| Casa Clascar                                                               | BCIL 2004       | XVII                                                | Vilafranca del Penedès C. de la Font, 28                              | 41° 20′ 52″ N, 1° 42′ 00″ E / 41.347893°N,1.700016°E | IPA-42916     | Casa Clascar (Vilafranca del Penedès) · Vegeu més fotos d'aquest monument · Carregueu una nova foto d'aquest monument                                      |
| Casa Milà de Ferran                                                        | BCIL 2004       | XV                                                  | Vilafranca del Penedès C. dels Ferrers, 38                            | 41° 20′ 52″ N, 1° 41′ 57″ E / 41.347860°N,1.699214°E | IPA-42918     | Casa Milà de Ferran (Vilafranca del Penedès) · Vegeu més fotos d'aquest monument · Carregueu una nova foto d'aquest monument                               |
| Casa Pladellorens                                                          | BCIL 2004       |                                                     | Vilafranca del Penedès Ctra. C-243 km 8,6                             | 41° 22′ 19″ N, 1° 43′ 26″ E / 41.371807°N,1.723903°E | IPA-42919     | Casa Pladellorens (Vilafranca del Penedès) · Vegeu més fotos d'aquest monument · Carregueu una nova foto d'aquest monument                                 |
| Font de la plaça del Vall del Castell                                      | BCIL 2004       | XX                                                  | Vilafranca del Penedès Pl. del Vall del Castell                       | 41° 20′ 53″ N, 1° 41′ 49″ E / 41.347917°N,1.696854°E | IPA-42923     | Font de la plaça del Vall del Castell (Vilafranca del Penedès) · Vegeu més fotos d'aquest monument · Carregueu una nova foto d'aquest monument             |
| Creu de la Pelegrina                                                       | BCIL 2004       | XV                                                  | Vilafranca del Penedès Ctra. de Guardiola - av. de la Pelegrina       | 41° 21′ 26″ N, 1° 42′ 02″ E / 41.357326°N,1.700643°E | IPA-42924     | Creu de la Pelegrina (Vilafranca del Penedès) · Vegeu més fotos d'aquest monument · Carregueu una nova foto d'aquest monument                              |
| Creu de Santa Digna                                                        | BCIL 2004       | XV                                                  | Vilafranca del Penedès Pg. de Rafael Soler - c. de Santa Digna        | 41° 20′ 33″ N, 1° 42′ 05″ E / 41.342392°N,1.701519°E | IPA-42925     | Creu de Santa Digna (Vilafranca del Penedès) · Vegeu més fotos d'aquest monument · Carregueu una nova foto d'aquest monument                               |
| Creu dels Cirerers                                                         | BCIL 2004       | XV                                                  | Vilafranca del Penedès Camí vell de Barcelona - camí de la Bòvila     | 41° 20′ 53″ N, 1° 42′ 39″ E / 41.348153°N,1.710695°E | IPA-42927     | Creu dels Cirerers (Vilafranca del Penedès) · Vegeu més fotos d'aquest monument · Carregueu una nova foto d'aquest monument                                |
| Centre històric de Vilafranca del Penedès                                  | BCIL 2004       | XV                                                  | Vilafranca del Penedès                                                | 41° 20′ 48″ N, 1° 41′ 50″ E / 41.3466°N,1.6973°E     | IPA-42933     | Centre històric de Vilafranca del Penedès · Vegeu més fotos d'aquest monument · Carregueu una nova foto d'aquest monument                                  |
| Edifici d'habitatges i oficines a l'avinguda Tarragona                     |                 | Darreres tendències XX                              | Vilafranca del Penedès Av. Tarragona, 35                              | 41° 20′ 36″ N, 1° 41′ 50″ E / 41.34338°N,1.69731°E   | IPA-46283     | Edifici d'habitatges i oficines a l'avinguda Tarragona (Vilafranca del Penedès) · Modifica el valor a Wikidata · Carregueu una nova foto d'aquest monument |
| Casa Tetas i Forés                                                         |                 | Noucentisme XX                                      | Vilafranca del Penedès C. Ferrers, 26                                 | 41° 20′ 51″ N, 1° 41′ 56″ E / 41.34751°N,1.69892°E   | IPA-49570     | Casa Tetas i Forés (Vilafranca del Penedès) · Vegeu més fotos d'aquest monument · Carregueu una nova foto d'aquest monument                                |
| Casa Orduña                                                                |                 | Noucentisme XX                                      | Vilafranca del Penedès C. Menéndez Pelayo, 16 - c. Ramon Freixas, 29  | 41° 20′ 27″ N, 1° 41′ 55″ E / 41.34087°N,1.69870°E   | IPA-49571     | Casa Orduña (Vilafranca del Penedès) · Vegeu més fotos d'aquest monument · Carregueu una nova foto d'aquest monument                                       |
| Magatzem Devisa                                                            |                 | Noucentisme XX                                      | Vilafranca del Penedès C. Comerç, 41                                  | 41° 20′ 33″ N, 1° 42′ 09″ E / 41.34243°N,1.70242°E   | IPA-49577     | Magatzem Devisa (Vilafranca del Penedès) · Vegeu més fotos d'aquest monument · Carregueu una nova foto d'aquest monument                                   |